# Scylla serrata
Scylla serrata is een krabbensoort uit de familie van de zwemkrabben (Portunidae). De wetenschappelijke naam van de soort werd in 1775 voor het eerst geldig gepubliceerd door Forskål.

## Verspreiding
Scylla serrata is een zwemkrab met een ovaal schild. Het heeft een breed inheems verspreidingsgebied in de Indische en tropische westelijke Stille Oceaan, variërend van Zuid-Afrika, de Rode Zee en het zuiden van Japan in het oosten tot Nieuw-Zeeland en Tahiti. Het leeft in estuaria en mangrovemoerassen, die zich uitstrekken over zee- en zoetwater. In een poging om een visserij te starten, werd S. serrata opzettelijk uitgezet op Hawaï en de Golfkust van Florida. Populaties in Florida hebben zich nooit gevestigd, maar S. serrata is nu overvloedig aanwezig op de Hawaïaanse eilanden. Deze krab kan ecologische effecten hebben als een overvloedig roofdier in Hawaïaanse estuaria.